# Inés et la joie
Inés et la joie (en (es) Inés y la alegria) est un roman de l'écrivaine espagnole Almudena Grandes, publié en 2010. C'est le premier opus de la série Épisodes d'une guerre interminable, grande fresque sur la résistance dans la période franquiste, laquelle continue avec Le lecteur de Jules Verne (El lector de Julio Verne) (2012), Les trois mariages de Manolita (2014), Les patients du docteur García (2017) et La mère de Frankenstein (2020). Un sixième roman devait clore la série, sous le titre Mariano sur la Bidassoa, mais il est resté inachevé.
L'action du roman se déroule pendant les événements de l'invasion du Val d'Aran, un soulèvement populaire contre la dictature de Franco qui a eu lieu en octobre 1944 et qui a échoué. L'oeuvre mêle fiction et réalité historique. Il s'agit d'une réflexion sur un conflit "peu analysé par les historiens", d'après l'auteure, et qui à son avis a été largement passé sous silence aussi bien par Franco que par le Parti Communiste d'Espagne,,.
Lorsque Almudena Grandes a imaginé cette histoire, sur laquelle elle a beaucoup échangé avec son amie Azucena Rodriguez (dont elle dit qu'elle en est "autant auteure que moi"), elle pensait en faire un film. N'ayant pas réussi à monter le projet au cinéma, elle a décidé de l'écrire sous forme de roman, et cela a été le début de sa série  Épisodes d'une Guerre Interminable .

## Prix
- Prix de la Critique de Madrid en 2010
- Prix Iberoamericano de Roman Elena Poniatowska en 2011
- Prix Sor Juana Inés de la Cruz en 2011[6]